# 烏吉克
烏吉克（匈牙利語：Ügyek；8世紀後期？—9世紀早期？），是早期馬札兒人的大公阿尔莫什傳說中的父親，他的妻子名埃邁謝，根據神話，在阿尔莫什出生前一隻馬札兒人的神鳥圖烏飛入埃邁謝夢中因此有孕。
據說，早期馬札兒人中的王族來自匈人王室，或其他突厥民族。